# AuronPlay
Raúl Álvarez Genes (Badalona, Barcelona, 5 de noviembre de 1988), más conocido como AuronPlay o simplemente Auron, es un streamer y youtuber español. 
Con cerca de treinta millones de suscriptores y 4,1 mil millones de visualizaciones en su canal principal de YouTube, es el cuarto youtuber con más suscriptores de España. Su canal secundario Auron con alrededor de 4 mil millones de visualizaciones tiene 15 millones de suscriptores. En Twitch cuenta con más de 16 millones de seguidores, lo que lo coloca en el tercer puesto global de los canales con más seguidores, y en el primer puesto entre los canales de habla hispana.
En la revista Forbes de España apareció en la lista de los 100 mejores influencers de España del año.

## Primeros años
Raúl Álvarez Genes nació en Badalona, Cataluña, España el 5 de noviembre de 1988. A los dieciséis años empezó a trabajar en una compañía de artes gráficas y encuadernación, que abandonó nueve años después para dedicarse enteramente a YouTube.

## Carrera en internet

### 2006-2011: Inicios y primeros vídeos
Creó su primera cuenta en YouTube llamada AuronPlay el 28 de febrero de 2006. Su nombre de usuario derivó del personaje Auron, perteneciente al videojuego Final Fantasy X. En sus primeros videos, subía videos tapándose la cara con una máscara, aunque posteriormente dejó de hacerlo.
Ha habido debate sobre cuál es su primer video; el video normalmente tomado como el más antiguo de su canal es uno titulado «Mis aficiones» (que data de 2009), sin embargo, se ha sostenido que el youtuber posee material que había publicado con anterioridad y posteriormente borró.

### 2012-2018: Crecimiento en internet
A partir de 2012, comenzó la producción de una serie de videos en los que criticaba fenómenos de internet con una edición simple y sin elaborar un guion escrito. En una entrevista de 2015 con Risto Mejide, explicó que comenzó a hacer vídeos de YouTube como un hobby, con la intención de comentar vídeos de Internet para «transformarlos en algo divertido».
En enero de 2018, subió un video a su canal principal en el que criticó a un niño que stalkeaba a youtubers populares, el video se convirtió en el más visto en su carrera como creador de contenido. El 30 de octubre de 2018, subió su primer video en su canal secundario titulado Auron, el cual creó el 13 de diciembre de 2013. Su contenido inicialmente consistió en detrás de escenas y tomas falsas de las grabaciones de su canal principal.

### 2019-2021: Cambio de plataforma a Twitch
Abrió un canal en Twitch en septiembre de 2019, donde retransmite contenido relacionado con el gaming y el Just Chatting, cuyos directos fueron editados para ser subidos a su canal secundario en Youtube Auron.
Participó en su primera serie llamada Karmaland 4  a mediados del 2019, un servidor de Minecraft en cual formaron parte creadores como Elrubius, Vegetta777, Fargan, Alexby, Luzu, Lolito, Willyrex y Mangel. En mayo, empezó a participar en un servidor de Grand Theft Auto V del género roleplay llamado Spain RP, donde interpretó el papel de Gustabo, junto con otros streamers. Él y sus compañeros de la serie anunciaron en agosto que dejarían de jugar en dicho servidor, el cual cerró el 3 de septiembre del mismo año. Posteriormente, creó un nuevo servidor llamado Infames RP, el cual abrió sus puertas el 15 de septiembre.
Participó en Marbella Vice, un servidor de la misma temática del roleo creado por Ibai Llanos y CooLifeGame en abril de 2021, el cual se convirtió en una de las series más vistas en Twitch. Luego organizó y protagonizó Tortillaland, un evento de roleplay en el videojuego Minecraft, en el que participó personalidades como Ibai Llanos y TheGrefg. Tras ser constantemente el streamer más popular en Twitch a nivel hispano, en agosto de 2021 alcanzó por primera vez el número uno a nivel mundial. A su vez, el 2 de septiembre de 2021, anuncia que se retira del canal principal de YouTube.

### 2022-presente: Series y proyectos en internet
Junto a Komanche y Rubius organizan un evento para Twitch Rivals llamado Squid Game en enero de 2022, el cual simulaba la película del mismo nombre en Minecraft durante cinco días, dicho evento se convirtió en Rivals más visto de la historia, y a su vez el último día alcanzó su récord en twitch con cerca de 600.000 espectadores. En abril del mismo año, vuelve a formar parte como administrador en otra serie de rolplay, en el servidor llamado London Eye, el cual sería su última temporada en series de roleo en GTA. En junio, tras el éxito de los Squid Game, de forma independiente, organiza junto a los mismos desarrolladores el proyecto Saw Minecraft Games, basado en la franquicia de terror Saw, que tendría una duración de tres días. En agosto, dio inicio la secuela Tortillaland 2.
En noviembre del 2022, volvió a realizar un nuevo Twitch Rivals esta vez una competición de carreras en el juego Grand Theft Auto V que tuvo una duración de 2 días y un premio de cien mil euros repartido entre los creadores, dependiendo de su ubicación final en dicho evento. A finales de 2022 anunció Minecraft extremo II, su primera serie creada para inicios de 2023.

## Vida personal
En 2013 comenzó una relación con la creadora de contenido española Sara Moledo, más conocida como Biyín. La pareja terminó en julio de 2015 como lo mencionó en una entrevista, y regresó tres meses después. En febrero de 2021, la pareja comunicó el fin de su relación a través de Twitch. En junio del mismo año, la pareja confirmó que habían retomado su relación. El 16 de abril de 2024, ambos confirmaron durante sus streams en Twitch que habían terminado su relación hace meses.

## Imagen pública
En abril de 2016, 20 Minutos lo describió como «uno de los youtubers más exitosos de España» y «una de las figuras más veteranas de la producción de vídeo en línea». Hay memes en internet que lo asocian a supuestos cargos de abuso policial, inducción al suicidio o terrorismo, los cuales suelen volverse virales y convertirse en fake news.
En junio de 2019, por medio de Twitter, el presidente de El Salvador, Nayib Bukele, lo nombró simbólicamente como «ministro de YouTube» de su país.
En 2020, GQ España aseguró que era «el precursor del mundo vlogger en España» y «un youtuber de éxito en la España de 2020». En octubre del mismo año, apareció en la lista de los 100 mejores influencers de España del año, que es organizada por la revista Forbes España.

### Polémicas

#### Promoción de unhashtagcontraGran Hermano VIP
En 2015, había realizado un video en el que criticaba la tercera edición de la versión española del programa Gran Hermano VIP; al final de dicho video, el youtuber promocionó el hashtag #GranHermanoVIH, un juego de palabras entre el nombre del programa y las siglas del virus de la inmunodeficiencia humana (VIH). Gran cantidad de personas criticaron al youtuber en redes sociales, incluida la cuenta de Twitter oficial del reality, la cual respondió apelando a la forma en la que el influencer criticó al programa y sugiriéndole dar su salario a la lucha contra el VIH. Finalmente tuvo que retractarse de sus palabras.
El nombre del hashtag cambió posteriormente a #GHVIPesBASURA, mientras este se convertía en la tendencia número uno de Twitter a nivel global durante la noche del 16 de enero de 2015.

#### Denuncia por una compañía maderera
Junto con el también youtuber Wismichu, subió en agosto de 2016 un video en el que realizaba varias bromas telefónicas a distintas empresas madereras españolas. El dueño de una de las empresas que habían recibido las llamadas (residente en Córdoba, Andalucía) denunció a los youtubers ante la policía española, según reportó el mismo en Canal Sur Televisión; igualmente aseguró que le empezaron a llegar una gran cantidad de llamadas, provenientes los suscriptores de ambos. AuronPlay y Wismichu, por su parte, se defendieron de las acusaciones alegando cosas como el hecho de que en su video no se había mostrado ningún número telefónico o que no habían realizado llamadas a gente de Córdoba, sino a gente de Galicia y Cataluña, y que ellos tenían permiso de publicar las llamadas que hicieron.

#### Denuncia por Josep Maria Bartomeu
En 2017, debido a la renuncia de Neymar del Fútbol Club Barcelona, los hinchas de este club de fútbol empezaron a criticar al presidente del equipo en aquel momento, Josep Maria Bartomeu, AuronPlay empezó a bromear sobre la situación en redes sociales, refiriéndose a Bartomeu como «Nobita» (apelando a la similitud física entre Bartomeu y Nobita Nobi, personaje de Doraemon) en las publicaciones en las que hacía estos chistes.
En octubre de 2018, fue notificado de una denuncia penal hecha por Bartomeu ante la Policía de España por, según asegura la denuncia, «proferir comentarios contra el Fútbol Club Barcelona, el jugador Neymar y el presidente Bartomeu». La justicia española decidió finalmente rechazar la denuncia de Bartomeu. Bartomeu y AuronPlay posteriormente decidieron reconciliarse en diciembre de 2019 en el Camp Nou.

## Filantropía
A inicios de 2020, en el contexto de la pandemia de COVID-19, decidió donar siete mil mascarillas al Instituto Catalán de la Salud. A finales del mismo año, realizó una transmisión en vivo con el fin de recaudar fondos destinados a la Federación Española de Bancos de Alimentos; la transmisión recibió aproximadamente 101 mil euros, superando la meta original de 80 mil euros.

## Participación en otros medios

### Servicios de entretenimiento bajo demanda
Durante 2018, realizó diversas entrevistas a distintos youtubers y streamers para la marca Flooxer, perteneciente a Atresmedia; entre ellos: Lolito e Ibai Llanos. En 2020, para la misma plataforma presentó la serie Ritmo Cardíaco, que consistía en «poner nervioso a un invitado», su primer episodio con la participación de Hamza Zaidi fue subido en conjunto en su canal principal y en Flooxer el 15 de marzo de 2020.

### Venta de mascarillas
En diciembre del mismo año, puso a la venta una línea de mascarillas llamada Auron Mask.

### Teatro
A partir de 2015, empezó a realizar shows de teatro junto a Wismichu bajo la dirección de la productora YouPlanet.
| Año  | Teatro               | Lugar  | Ref    |
| ---- | -------------------- | ------ | ------ |
| 2015 | Teatro Cervantes     | Málaga | [ 83 ] |
| 2015 | Teatro de la Laboral | Gijón  | [ 85 ] |
| 2016 | Teatro Afundación    | Vigo   | [ 86 ] |

### Filmografía
| Año  | Película                  | Personaje | Director            | Ref    |
| ---- | ------------------------- | --------- | ------------------- | ------ |
| 2018 | Bocadillo                 | Cocinero  | Ismael Prego Botana | [ 87 ] |
| 2019 | Vosotros sois mi película | Él mismo  | Carlo Padial        | [ 88 ] |

## Libros publicados
- De lo peor, lo mejor: Los consejos de Auron. Grupo Planeta. 2015. ISBN 8427041888. OCLC 953974052.[89]
- AuronPlay, el libro. Grupo Planeta. 2016. ISBN 8427042701. OCLC 972501235.[90][91][92]
- El juego del hater. Ediciones Martínez Roca. 2016. ISBN 8427043988. OCLC 1089958040.[93]

## Premios y nominaciones
| Año  | Premiación                 | Categoría        | Nominación a            | Resultado | Ref.    |
| ---- | -------------------------- | ---------------- | ----------------------- | --------- | ------- |
| 2019 | GoliADs UAO CEU Awards     | Mejor influencer | Él mismo                | Ganador   | [ 94 ]  |
| 2021 | Kids' Choice Awards México | Gamer MVP        | Él mismo                | Ganador   | [ 95 ]  |
| 2021 | MTV Millennial Awards      | Streamer del año | Él mismo                | Ganador   | [ 96 ]  |
| 2021 | Premios Streamy            | LiveStreamer     | Él mismo                | Nominado  | [ 97 ]  |
| 2022 | Premios Esland             | Streamer del año | Él mismo                | Nominado  | [ 98 ]  |
| 2022 | Premios Esland             | Serie del año    | Tortillaland            | Ganador   | [ 98 ]  |
| 2022 | Premios Ídolo              | Ídolo youtuber   | Él mismo                | Ganador   | [ 99 ]  |
| 2022 | MTV Millennial Awards      | Crazy collabs    | Él mismo                | Nominado  | [ 100 ] |
| 2022 | MTV Millennial Awards      | Obsesión gamer   | Tortillaland            | Ganador   | [ 101 ] |
| 2022 | Kids' Choice Awards México | Gamer más cool   | Él mismo                | Nominado  | [ 102 ] |
| 2023 | Premios Esland             | Streamer del año | Él mismo                | Nominado  | [ 103 ] |
| 2023 | Premios Esland             | Baile del año    | Él mismo                | Nominado  | [ 103 ] |
| 2023 | Premios Esland             | Mejor miniserie  | Squid Craft Games       | Ganador   | [ 103 ] |
| 2023 | Premios Esland             | Mejor miniserie  | Saw Minecraft Games     | Nominado  | [ 103 ] |
| 2023 | Premios Esland             | Serie del año    | Tortillaland 2          | Nominado  | [ 103 ] |
| 2024 | Premios Esland             | Mejor miniserie  | Squid Craft Games       | Ganador   | [ 104 ] |
| 2024 | Premios Esland             | Serie del año    | Minecraft extremo 1 y 2 | Ganador   | [ 104 ] |